# 신영주 (정치인)
신영주(1916년 10월 2일~1977년 12월 17일)는 대한민국의 경찰 출신 정치인이다. 제4·6대 국회의원을 지냈다.

## 역대 선거 결과
|  | 43.94% |

|  | 39.36% |

|  | 28.66% |

|  | 42.95% |

|  | 45.89% |